# Anders Brännström
Ej att förväxla med Anders Brännström (företagsledare), VD för Volvo Technology Transfer.

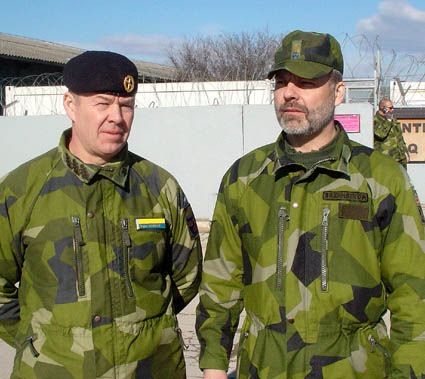
Brännström och generalmajor Berndt Grundevik i Kosovo 2007.

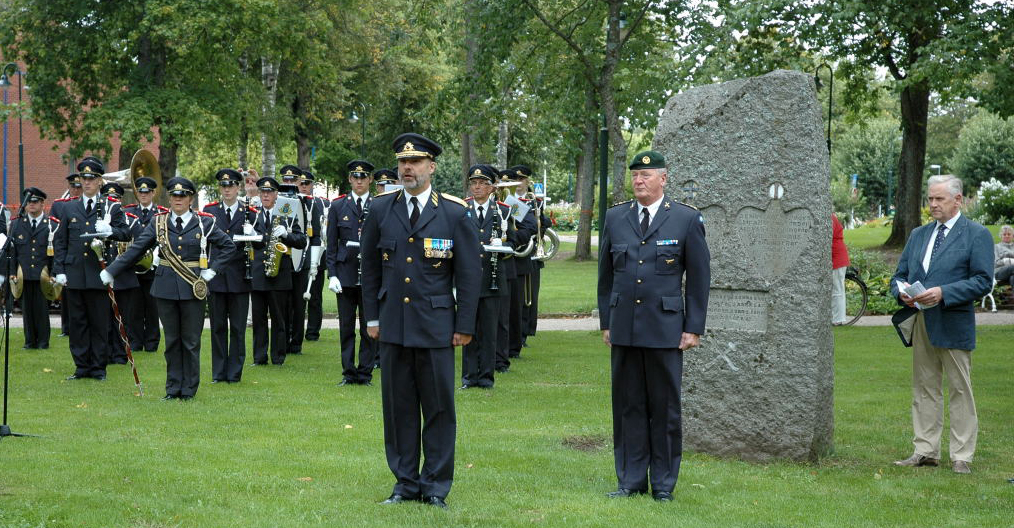
General Brännström vid Hvetlanda skvadrons minnessten 2007.

Anders Karl Oskar Brännström, född 28 februari 1957 i Hancock, Michigan, USA, och uppvuxen i Luleå är en svensk tidigare arméofficer.

## Familj och uppväxt
Brännström är son till Olaus Brännström, biskop i Luleå stift.

## Arbetsliv

### Inom försvaret
Brännström började sin militära karriär på Norrbottens regemente (I 19). Han avlade officersexamen den 28 september 1979 vid Kungliga Krigsskolan på Karlberg. 1981 genomgick han Fallskärmsjägarskolans (FJS) befälskurs (0231). Åren 1982–1983 tjänstgjorde han som plutonchef vid svenska FN-bataljonen på Cypern. Han utexaminerades från Stabsskolan 1990.
Han deltog i Reserve Components National Security Course (National Defense University, Arlington, Virginia, USA), PfP Staff Officers Course (Swedint, Almnäs, Sverige), International Commanding Officers Course (Armed Forces International Centre, Sessvollmoen, Norge), Integrated PfP OSCE Course (NATO Defense College, Rom, Italien) och Advanced Management Course (Svenska institutet - Managementprogrammet, Sigtuna, Sverige).
Han har innehaft posten som chef Markoperativa sektionen vid Övre Norrlands militärområde i Boden och flera befattningar inom Högkvarteret i Stockholm. År 1992 erhöll Brännström tjänst vid Försvarsstaben. Han befordrades till överstelöjtnant 1995 och överste 1998. Åren 1998–2003 var han chef för Jämtlands fältjägarregemente (I 5) i Östersund, 1998–2000 tillika chef för Jämtlands fältjägarregemente och Fältjägarbrigaden (NB 5). Brännström kommenderade svenska bataljonen (SWEBAT) och kontingenten, Kosovo KS02, i Kosovo under sommaren 2000. Han var chef för Multinational Brigade Center (MNB-C), KFOR, i Kosovo 2003–2004. Brännström var under en tid ansvarig för den av Sverige planerade multinationella övningen "Viking 2018".

#### Avslutad anställning i Försvarsmakten
Den 26 januari 2018 fick Brännström lämna sin dåvarande roll som chef för Totalförsvarsavdelningen vid Högkvarterets ledningsstab efter en konflikt med myndighetens ledning. Han hade i en uppmärksammad debattartikel i Svenska Dagbladet tillsammans med två andra officerare hävdat att försvarsplaneringen måste utgå från överväganden av vilket hot potentiella angripare faktiskt utgör, inte från gissningar om hur sannolikt ett angrepp skulle vara. Brännström liknade det svenska försvaret vid ett hockeylag där spelarna varken tränat ihop eller hade skridskor och klubbor så att det räckte åt alla.:2m8s
Efter en påföljande tvist i Arbetsdomstolen som slutade i förlikning meddelade Brännström i september 2018 att han inte längre ville tjänstgöra i Försvarsmakten varpå han sagt upp sig från myndigheten.

### Civilt yrkesliv
Brännström arbetar (2023) som senior rådgivare inom krisberedskap och IT-säkerhet,:2m27s anställd av Basalt AB.:31m40s

### Militära grader
- 1979– Löjtnant vid Norrbottens regemente (I 19), Boden
- 1982– Kapten
- 1986– Major
- 1995– Överstelöjtnant
- 1998– Överste
- 2003– Brigadgeneral
- 2008– Generalmajor

### Befattningar
Mellan 1992 och 1993 var Brännström chef för Markoperativa sektionen vid Övre Norrlands militärområde (Milo ÖN) i Boden, och från 1993 till 1995 hade han motsvarande befattning vid Norra militärområdet (Milo N), även det i Boden. Åren 1998 till 2000 var han chef för Jämtlands fältjägarregemente och Fältjägarbrigaden (NB 5), och därefter chef för Jämtlands fältjägarregemente (I 5) i Östersund fram till 2003. Under år 2000 tjänstgjorde Brännström som chef för den svenska bataljonen i Kosovo och 2003–2004 som chef för Multinational Brigade Center i samma land.
Från 2004 till 2007 var han chef för Armétaktiska kommandot i Uppsala och därefter ställföreträdande chef för Armétaktiska staben i Stockholm under 2007–2008. Åren 2008–2012 var han ställföreträdande chef för Insatsstaben i Stockholm. Han tjänstgjorde som Arméinspektör 2012–2013 och var därefter Arméchef 2013–2016, även det i Stockholm.

## Utmärkelser
- Kungl. Krigsvetenskapsakademiens belöningsmedalj i guld
- Försvarsmaktens medalj för internationella insatser i brons - 2 gånger
- Förenta Nationernas medalj i brons, UNFICYP, Cypern
- Nato Meritorious Service Medal
- NATO medalj i brons för (KFOR), Kosovo
- NATO Non-Article 5 medalj i brons för Operationer på Balkan

Anders Brännström invaldes 1999 som ledamot av Kungliga Krigsvetenskapsakademien.